# Celso Marão
Mário Celso de Abreu, mais conhecido como Marão e, às vezes, como Celso Marão (Belo Horizonte, 8 de maio de 1923 — Belo Horizonte, 28 de setembro de 2013), foi um treinador e ex-futebolista brasileiro.

## Carreira

### Como jogador
Marão começou sua carreira como jogador, mas teve que interrompê-la ao receber um diagnóstico de problemas cardíacos. A partir daí, formou-se em Educação Física, e fez cursos para ser técnico e também árbitro.

### Como treinador
Futebol mineiro
Os clubes nos quais Marão mais se destacou em sua carreira como técnico foram o Atlético Mineiro e o Cruzeiro, sendo que, na Raposa, ficou famoso por lançar a campo o "Trio de Ouro" cruzeirense, formado por Wilson Piazza, Tostão e Dirceu Lopes.
Seleção brasileira olímpica
No fim da década de 1960, Marão teve a oportunidade de comandar a Seleção Brasileira Olímpica nos Jogos Olímpicos de Verão de 1968, realizados no México. Entretanto, o treinador não obteve sucesso no torneio mexicano: perdeu por 1 a 0 para a Espanha e apenas empatou por 1 a 1 e 3 a 3, com Japão e Nigéria, respectivamente, sendo eliminado ainda na fase de grupos da competição, após terminar em um modesto terceiro lugar no Grupo B. A base da seleção tinha nomes promissores como Miguel, Dutra, Fernando Ferretti e Cláudio Deodato.
Outros clubes
Marão ainda chegou a treinar outros clubes brasileiros, com certo destaque para América Mineiro e Sport.

## Títulos
Seleção Mineira
- Campeonato Brasileiro de Seleções Estaduais: 1963[8]

Atlético-MG
- Campeonato Mineiro: 1963

## Morte
Marão, que residia no bairro Floresta, na Região Leste da capital mineira, morreu na tarde do dia 28 de setembro de 2013, num sábado, em decorrência de causas naturais.